# Universidad Senghor de Alejandría
La Universidad Senghor de Alejandría (oficialmente denominada Universidad internacional de lengua francesa al servicio del desarrollo africano, o UILFDA) fue creada en Alejandría (Egipto) en 1990.
Su nombre rinde homenaje a Léopold Sédar Senghor, poeta, gran promotor de la francofonía y antiguo Presidente de la República de Senegal. Además de Sédar Senghor, los padres fundadores de la universidad son Maurice Druon, Butros Butros-Ghali y René-Jean Dupuy.

## Historia
El proyecto de creación de una universidad francófona al servicio del desarrollo africano fue presentada y adoptada en la Cumbre de Jefes de Estado y de Gobierno de los países francófonos, en mayo de 1989 en Dakar. En octubre de 1990 se realiza la apertura de la Universidad Senghor, establecimiento reconocido de utilidad pública internacional.

## Organización
Es un instituto de enseñanza superior que forma estudiantes en las disciplinas útiles para el desarrollo de los países del Sur. Admite los jóvenes con diploma universitario en su país a fin de prepararlos para el ejercicio de responsabilidades en varios ámbitos de actividad (nutrición y salud, administración y gestión, medio ambiente, gestión de patrimonio).
A continuación el programa de la Universidad, «la Universidad Senghor tiene por vocación ser una Universidad francófona internacional con finalidad profesional, al servicio del desarrollo africano. Prepara en los oficios de desarrollo en la línea de la cumbre de Uagadugú. Dirige proyectos en materia de desarrollo a través de los trabajos de sus estudiantes, tejiendo particularmente una red de capacidades y de especialización por medio de la profesionalización de sus estudiantes, de formaciones continuas y a distancia».
Expide un Master en Desarrollo concebido en seis especialidades repartidas en cuatro departamentos:
- I. Departamento de Administración-Gestión:
  - «Gestión de proyectos»
  - «Gobierno y gestión pública»

- II. Departamento de Medio Ambiente:
  - «Gestión del Medio Ambiente»

- III. Departamento de Salud:
  - «Salud internacional»
  - «Políticas nutricionales»

- IV. Departamento de Patrimonio Cultural:
  - «Gestión de patrimonio cultural»
  - «Gestión de la Cultura y de los Medios de Comunicación»